# Ciro Mendía
Ciro Mendía (Caldas, Antioquia, 1892-La Ceja, 4 de octubre de 1979) fue un poeta y dramaturgo colombiano. 
Su verdadero nombre era Carlos Edmundo Mejía Ángel. Iniciador del teatro regionalista colombiano, en auge en el país desde principios del siglo XX. Su adoración fueron sus siete nietos: Maria Adelaida Mejía, Juan Carlos Mejía, Luz Mercedes Mejía, Maria Elena Mejía, Carlos Andrés Mejía, Martha Mercedes Mejía Y Omar Mejía.